# Eurodryas phyllis
Eurodryas phyllis är en fjärilsart som beskrevs av Arthur Francis Hemming 1941. Eurodryas phyllis ingår i släktet Eurodryas och familjen praktfjärilar. Inga underarter finns listade i Catalogue of Life.